# Franco Torgnascioli
Franco Luis Torgnascioli Lagreca (Salto, 24 de agosto de 1990) es un futbolista uruguayo que juega como arquero en Unión Española de la Primera División de Chile.

## Trayectoria

### Juveniles
Franco comenzó jugando el baby fútbol en el Club Saladero, de Salto, fue arquero desde el principio, jugó hasta los 10 años hasta que se pasó a Peñarol de la misma ciudad, era suplente en la primera división salteña pero jugaba con la sub-14. Luego pasó a Ferrocarril y se quedó en el club hasta el 2007. Defendió a la Selección de Salto sub-15 y sub-18, defendió a la última categoría en la Copa Nacional de Selecciones del Interior de la temporada 2006-07 y consiguieron el título al vencer a San José en la fase final. Torgnascioli no pudo estar presente en las finales debido a que Danubio Fútbol Club fue a buscarlo, lo fichó y debutó en quinta división.
Con dieciséis años, dejó su ciudad natal para irse a Montevideo, se incorporó en Danubio y vivió en la casa destinada a los juveniles del club. La adaptación no fue sencilla, el mismo Franco, confiesa:

«Es todo muy diferente, criado en el interior, allá estudiaba y el fútbol era secundario. Acá el fútbol era un trabajo. En Salto tenía moto, acá andaba caminando, no todo el mundo toma ómnibus en el interior. La familia, no vivir en tu casa, vivir con gente que no conocés.»

Quiso abandonar el fútbol debido a que era suplente pero su madre lo animó a seguir. En el primer semestre, el arquero titular fue expulsado por cometer un penal, ingresó y se lo atajó a uno de máximos goleadores de las formativas del Club Nacional de Football, "el Morro" García, a partir de ahí fue titular y salieron campeones del Torneo Apertura, pero perdieron la final del Campeonato Uruguayo con Nacional. Al año siguiente, en Cuarta División, perdieron contra el Club Atlético Peñarol la final, tras quedar igualados en puntos. A comienzos del 2009, fue ascendido al primer equipo de Danubio, como tercer arquero, detrás de Esteban Conde y Mauro Goicochea.

### Comienzos en Danubio
Entrenó con el plantel principal del Torneo Clausura 2009. Pero debido a que no tuvo oportunidades, jugó con Tercera División. Cuando Conde fue vendido, el club incorporó a Javier Irazún y luego a Diego Pérez para la temporada 2010-11. 
Fue cedido a préstamo a Boston River, pero el titular era "la araña" Salgueiro, el club perdió los play-offs con Cerro Largo por el ascenso a la máxima categoría. Cuando volvió al club, el técnico Juan Ramón Carrasco lo puso como suplente en el primer equipo danubiano. Pero cuando asumió Leonardo Ramos, fue contratado Juan Castillo y decidió pedir permiso para jugar con otro club, entrenó con Miramar Misiones dos semanas y había arreglado con Cerrito, pero finalmente no llegaron a un acuerdo. Boston River se enteró de la situación y le ofreció la titularidad, aceptó y se sumó un año a préstamo.

### Su oportunidad en Boston River
Debutó como profesional el 2 de marzo de 2013 en Segunda División, se enfrentaron a Miramar Misiones y ganaron 2 a 1. Finalizaron la temporada disputando nuevamente los play-offs para ascender a Primera División, pero perdieron contra Miramar luego de un alargue en el segundo encuentro. Disputó la primera parte de la temporada 2013-14 y a comienzos de 2014 volvió a Danubio. Disputó un total de 32 partidos con Boston River, recibió 38 goles y dejó su arco en cero en 12 oportunidades.

### Consolidación en Danubio
Cuando regresó al club, el arquero titular era Salvador Ichazo, así que estuvo en el banco de suplentes todos los partidos, incluidos los del desempate por el Campeonato Uruguayo contra Wanderers que terminaron ganando. En el primer semestre de la temporada siguiente, la 2014-15, disputó el último partido del Torneo Apertura, debido a que el arquero titular, Ichazo, sufrió una lesión al minuto 83 y ganaron 2 a 1 contra River Plate.
A finales de enero de 2015, Ichazo fue transferido al Torino. La oportunidad en la máxima categoría para Franco llegó, quedó como el primer arquero.
Debutó en Primera División como titular el 15 de febrero contra Racing, a pesar de ser su primer partido con el club desde el comienzo, lo disputó como capitán, ganaron 1 a 0 y fue elegido el mejor jugador de la fecha. Su segundo partido, fue a nivel internacional, el 19 de febrero por la Copa Libertadores contra San Lorenzo en el Estadio Centenario, comenzaron ganando 1 a 0 a los once minutos, pero en los cinco minutos finales el equipo argentino metió dos goles y Danubio perdió 2 a 1. Franco finalizó el Torneo Clausura con 15 presencias, 12 goles recibidos y con su arco en cero en 6 oportunidades. En la Copa Libertadores, jugó los 6 partidos de la fase de grupos pero recibió 14 goles.
Ya consolidado como capitán de Danubio, Franco jugó todo el Torneo Apertura 2015, recibió 13 goles en 15 partidos, y esta vez dejó su arco en cero en 7 oportunidades. En la Copa Sudamericana, jugó los 2 partidos de la primera ronda, pero quedaron eliminados por un global de 3 a 1.
El 20 de enero de 2016, fue vendida su ficha al Grupo Pachuca.
En julio de 2017, el Lorca Fútbol Club informa que se ha cerrado el acuerdo con Franco Torgnascioli para que este juegue en el Lorca FC durante la temporada 2017-18. Torgnascioli llega procedente del equipo mexicano de Mineros de Zacatecas, donde la temporada anterior jugó 40 partidos.

## Estadísticas
Actualizado al 2 de noviembre de 2024.
Último partido jugado: Unión Española 2 - 3 Palestino
| Boston River · Uruguay | 2.ª           | 2012-13       | 20  | -26  | 0  | 0   | - | -   | 20  | -26  |
| Boston River · Uruguay | 2.ª           | 2013-14       | 12  | -12  | 0  | 0   | - | -   | 12  | -12  |
| Boston River · Uruguay | Total club    | Total club    | 32  | -38  | 0  | 0   | - | -   | 32  | -38  |
| Danubio · Uruguay | 1.ª           | 2014-15       | 16  | -12  | 0  | 0   | 6 | -14 | 22  | -26  |
| Danubio · Uruguay | 1.ª           | 2015          | 15  | -13  | 0  | 0   | 2 | -3  | 17  | -16  |
| Danubio · Uruguay | Total club    | Total club    | 31  | -25  | 0  | 0   | 8 | -17 | 39  | -42  |
| Mineros de Zacatecas · México | 2.ª           | 2015-16       | 0   | 0    | 3  | -6  | - | -   | 3   | -6   |
| Mineros de Zacatecas · México | 2.ª           | 2016-17       | 40  | -43  | 0  | 0   | - | -   | 40  | -43  |
| Lorca FC · España | 2.ª           | 2017-18       | 5   | -5   | 1  | -4  | - | -   | 6   | -9   |
| Lorca FC · España | Total club    | Total club    | 5   | -5   | 1  | -4  | - | -   | 6   | -9   |
| Mineros de Zacatecas · México | 2.ª           | 2019-20       | 8   | -4   | 2  | -4  | - | -   | 10  | -8   |
| Mineros de Zacatecas · México | Total club    | Total club    | 48  | -47  | 5  | -10 | - | -   | 53  | -57  |
| CF Pachuca · México | 1.ª           | 2020-21       | 6   | -5   | 0  | 0   | - | -   | 6   | -5   |
| CF Pachuca · México | Total club    | Total club    | 6   | -5   | 0  | 0   | - | -   | 6   | -5   |
| CD Everton · CHI | 1.ª           | 2021          | 32  | -35  | 6  | -4  | - | -   | 38  | -39  |
| CD Everton · CHI | 1.ª           | 2022          | 2   | -2   | 0  | 0   | 1 | 0   | 3   | -2   |
| San Luis Quillota · CHI | 2.ª           | 2022          | 15  | -18  | 0  | 0   | - | -   | 15  | -18  |
| San Luis Quillota · CHI | Total club    | Total club    | 15  | -18  | 0  | 0   | - | -   | 15  | -18  |
| CD Everton · CHI | 1.ª           | 2023          | 29  | -39  | 0  | 0   | - | -   | 29  | -39  |
| CD Everton · CHI | Total club    | Total club    | 63  | -76  | 6  | -4  | 1 | 0   | 70  | -80  |
| Unión Española · CHI | 1.ª           | 2024          | 28  | -42  | 2  | -5  | - | -   | 30  | -47  |
| Unión Española · CHI | Total club    | Total club    | 28  | -42  | 2  | -5  | - | -   | 30  | -47  |
| Total carrera | Total carrera | Total carrera | 228 | -256 | 14 | -23 | 9 | -17 | 251 | -296 |
| (1) Incluye datos de la Copa México 2016, Copa del Rey 2017-18, Copa Chile 2021 y 2024. (2)Incluidos los datos de la Copa Libertadores (2015) y Copa Sudamericana (2015),(2022). |               |               |     |      |    |     |   |     |     |      |

## Palmarés

### Títulos nacionales
| Competición         | Equipo  | País    | Año  |
| ------------------- | ------- | ------- | ---- |
| Torneo Apertura     | Danubio | Uruguay | 2013 |
| Campeonato Uruguayo | Danubio | Uruguay | 2014 |

### Distinciones individuales
| Distinción                                                                    | Año  |
| ----------------------------------------------------------------------------- | ---- |
| Mejor jugador de la etapa del Campeonato Uruguayo de Fútbol 2014-15 - Fecha 1 | 2015 |
| Mejor arquero del Campeonato Uruguayo 2014/15 para El Observador              | 2015 |
| XI ideal del Campeonato Uruguayo 2014/15 para El Observador                   | 2015 |